# Jaume Bartumeu
Jaume Bartumeu Cassany (ur. 10 listopada 1954 w Andorze) – andorski prawnik i polityk, przewodniczący Socjaldemokratycznej Partii Andory, deputowany i minister, w latach 2009–2011 premier Andory.

## Życiorys
Ukończył studia prawnicze na Uniwersytecie Barcelońskim. Kształcił się także na jednym z uniwersytetów w Tuluzie. W 1982 został przyjęty w szeregi andorskiej adwokatury, podejmując praktykę w tym zawodzie. W 1983 współtworzył komisję do spraw kultury i praw człowieka w adwokaturze. W latach 1986–1989 był członkiem władz izby adwokackiej. W latach 1987–1990 wchodził w skład komitetu wykonawczego stowarzyszenia młodych prawników (AIJA) z siedzibą w Brukseli.
W latach 1990–1992 zajmował stanowisko ministra finansów, handlu i przemysłu w rządzie, którym kierował Òscar Ribas Reig. W 1992 zasiadł po raz pierwszy w Radzie Generalnej, wszedł w skład komisji ustawodawczej. Z powodzeniem ubiegał się o reelekcję w 1993 i 1997 z ramienia ugrupowania Nova Democràcia. W czerwcu 2000 był jednym z założycieli Socjaldemokratycznej Partii Andory. Od tegoż miesiąca do stycznia 2004 zajmował stanowisko jej pierwszego sekretarza. W wyborach z 2001, 2005 i 2009 z jej ramienia ponownie wybierany na deputowanego, w latach 2001–2009 przewodniczył klubowi poselskiemu swojego ugrupowania. Objął również funkcję przewodniczącego Socjaldemokratycznej Partii Andory. W latach 1995–2001 był zastępcą członka, a od 2004 do 2008 członkiem Zgromadzenie Parlamentarnego Rady Europy. W 2004 został wiceprzewodniczącym podkomisji praw człowieka tego gremium, a w czerwcu 2005 przewodniczącym podkomisji do spraw karnych i walki z terroryzmem.
W wyborach parlamentarnych z kwietnia 2009 Socjaldemokratyczna Partia Andory odniosła zwycięstwo, zdobywając 14 spośród 28 mandatów w Radzie Generalnej. 3 czerwca 2009 Jaume Bartumeu został wybrany na premiera, jego kandydatura otrzymała wymagane 14 głosów poparcia w Radzie Generalnej. Rozpoczął pełnienie tej funkcji dwa dni później.
W lutym 2011 premier doprowadził do rozpisania przedterminowych wyborów, kiedy to Rada Generalna nie uchwaliła budżetu na drugi rok z rzędu. W wyborach przeprowadzonych w kwietniu 2011 jego partia poniosła dotkliwą porażkę, uzyskując tylko 6 mandatów. Jaume Bartumeu 28 kwietnia 2011 ustąpił z funkcji premiera.
W kadencji 2011–2015 pozostawał deputowanym do andorskiego parlamentu. W 2013 opuścił socjaldemokratów, współtworzył w tym samym roku nowe ugrupowanie pod nazwą Socialdemocràcia i Progrés d'Andorra.
Jaume Bartumeu jest żonaty z Carmen Garcią Puy, ma dwoje dzieci.

## Odznaczenia
- Krzyż Wielki Orderu Infanta Henryka (2010, Portugalia)[11]
- Komandor Legii Honorowej (2025, Francja)[12]